# Psara nigridior
Psara nigridior is een vlinder uit de familie van de grasmotten (Crambidae). De wetenschappelijke naam van de soort is voor het eerst in 1915 gepubliceerd door Lionel Walter Rothschild.
De soort komt voor in Indonesië (Papoea).